# 미국의 역사 (1849년~1865년)
1849년부터 1865년까지 미국의 역사에서 가장 큰 사건은 남북 전쟁이었고 안티벨럼의 시대(Antebellum Era, 1781–1860)라는 전쟁의 시대에는 남북 전쟁의 원인이 된 많은 중요한 사건이 일어났다.
1840년대에서 1850년대의 미국은 산업화와 새로운 교통수단의 등장으로 북부와 중서부의 경제가 변화하고 전반적으로 경제와 문화의 변동을 경험하고 있었다. 이민도 북부에 치우쳐서 계속 증가하면서 큰 문화적 변화를 가져오고 있었다.
1849년에 캘리포니아주에서 골드러시가 일어난 났고, 윌못 조항에서 제기된 노예 문제가 논의의 전면에 내세워졌다. 캘리포니아주를 미국의 주로 받아들이는 것은 1850년 타협으로 결말이 났다. 이 타협안은 미국 멕시코 전쟁의 결과 획득한 영토의 나머지 부분에 대해서는 그 정치적으로 인민 주권에 의해 결정되게 되었다. 〈도망노예법〉에 관한 논의가 계속되면서 당파 싸움이 일상화되었다.
1854년, 캔자스 네브래스카 법에서 새로운 주가 노예제도에 대해 스스로 결정하도록 하고 미주리 타협을 무효화했다. 캔자스에서 노예제도 지지자와 반대파가 이주하면서 대립을 했고, 결과적으로 노예 제도를 반대하는 측이 승리를 거둔 것은 공화당의 탄생으로 징후가 보였던 갈등에 불을 붙이게 되었다. 1861년 캔자스 주가 미국의 주에 가입하면서 의회의 세력 균형이 무너지고 있었다.
1860년 에이브러햄 링컨이 대통령으로 당선되자, 그해 후반기부터 1861년 전반기에 걸쳐 남부 11개주에서 미합중국에서 탈퇴를 선언하고 2월 9일에는 남부 동맹 정부를 수립했다. 남군의 피에르 보우리가드 장군이 사우스캐롤라이나주에 있는 북군 기지 섬터 요새의 부대를 포격하면서 남북 전쟁이 시작되었다.
이후 4년간 미국은 노예제도와 국가의 권위 사이에 길고 심각한 문제로 분열되었고, 미합중국의 역사 상 가장 어두운 시대가 되었다. 도시가 성장하고 산업화가 진행되고 있었던 북부 주(북군)는 주로 농촌 농업 지대인 남부 주(남군)에 승리를 거두었지만, 양측 모두 60만 명에서 70만 명이 사망하고 남부 토지의 대부분은 황폐화되었다. 1860년 인구 조사에 근거하면 이 전쟁에서 13세에서 43세 사이의 백인 남성 8%가 죽었고, 그 비율은 북부에서는 6%였지만, 남부에서는 18%에 달했다. 결국 노예제도는 폐지되었고, 미국은 다시 하나가 되었다.

## 새로운 경제 발전
1840년대경 산업혁명으로 미국 경제는 큰 변화를 경험했다. 알렉산더 해밀턴의 비전에 따라 산업 강국의 길을 걷고 있었다. 이전 시대는 움직임이 느리고, 작은 시골 사회였지만 이것이 사라져 가고 토머스 제퍼슨이 그린 소농과 장인으로 구성된 비전은 종말을 고하고 있었다. 헨리 클레이가 제안한 ‘미국 시스템’으로 연방 정부가 예산을 책정한 국도나 이리 운하 등 다른 프로젝트에서 교통 수단의 혁신을 예고하고 있었다. 이 시대에 새로운 철도가 운하와 직접 경쟁을 시작하였으며, 철도 회사는 운하보다 훨씬 싼 운임과 더 빠르게 물건을 운송했기 때문에, 새로운 교통 혁신이 일어났다. 또한 철도는 수로와 반드시 연결되지 않아도 되는 새로운 노선을 건설해 갔다. ‘귀족’이 많았던 철도 회사 소유자는 우선주의 판매 및 주 정부의 지원으로 노선을 확대할 수 있었다. 의회는 철도 회사에 공유지를 싸게 매도하였고, 주의 돈으로 철도 회사의 주식을 구입하여 주 내에 산업 혁명의 경제적 성공을 가져오도록 열심이었다. 이어 연방 정부도 철도 회사와 토지 거래를 시작하면서 교통의 발전을 장려했다.
시장에 내놓는 상품 생산에도 다른 혁신이 일어났다. 건국 초기에는 ‘숙련된 장인’이 자신의 작업 환경에 스스로 개별적으로 상품을 제조하고 있었다. 1840년대에는 1개 생산 시스템은 개별적으로 생산된 부품을 다른 장소에서 조립 상품으로 완성되는 분업 생산 구조로 대체되었다. 이 분업 생산은 하나의 장소에서 하나의 부품을 계속 만드는 것으로 효율화가 진행되었다. 엘리 휘트니가 보급한 호환 부품을 이용하는 방법으로 노동자들이 한 곳에서 부품을 조립 상품으로 만드는 공장 생산 구조가 시작되었다. 매사추세츠 로웰에 있던 것 같은 초기 공장은 주로 여성을 고용하고 있었다. 1860년대까지 공장 생산 구조가 융성해지자, 숙련된 장인의 시대는 종말을 고했다. 그래도 대규모 산업화 시대는 남북 전쟁 후에나 등장하며, 공업 생산 대부분은 아직 소규모 공장에서 생산에 의존하고 있었다.

### 이민과 노동력
새로운 공장에서 일자리가 생겨나자 이민자들이 미국에 몰려와 1840년대와 1850년대에 제1차 대량 이민의 물결이 일어났다. 이 시대를 고전형 이민의 시대라고도 하며, 420만명의 이민자들이 미국에 도착하여 총 인구는 2,000만 명이나 되었다. 역사학자들은 이 시대의 이민을 ‘푸시 풀’(push-pull) 이민이라고 부른다. 미국에 ‘밀려난(pushed)’ 이민자들은 생존조차 위협받는 가난한 상태로 이민을 왔으며, 한편 ‘이끌려 온(pulled)’ 이민자들은 큰 경제적 성공 기회를 찾기 위해 안정된 환경으로 끌려 온 것이었다. ‘푸시’된 대표적인 이주민은 모국에서의 기근을 피해 온 아일랜드인이었다. 그들은 보스턴과 뉴욕 시 주변의 해안 도시로 들어갔으며, 가난했고, 로마 가톨릭을 신봉했다. 그러므로 처음에는 그다지 환영받지 못했다. 집단을 이뤄 불결한 지역에 살았고, 저임금의 육체노동에 종사를 했다. 가톨릭 교회는 유럽 귀족 제도의 상징으로 많은 미국인들의 혐오를 받았다. 한편 독일인 이민자들은 모국에서 임박한 경제 파탄을 피하기 위해 미국에 ‘이끌려(pull)’ 온 사람들이었다. 영국인과는 달리 동산을 처분하고, 건너온 사람이 많았기 때문에, 미국에 돈을 가지고 온 이들이었다. 독일 이민자는 개신교도, 가톨릭도 있었지만, 영국인 가톨릭 교도와 같은 차별을 받지 않았다. 독일인은 해안 지역보다 중서부에 들어가는 사람이 많았다. 오하이오주 신시내티와 미주리주 세인트루이스 같은 도시에서 독일인 인구가 확대되었다. 아일랜드 이민자와는 달리, 독일인은 박식한 중산층으로 경제적 이유보다는, 정치적 이유로 미국에 이민 온 사람들이 많았다. 뉴욕 같은 대도시에서는 이민자들이 ‘게토’이라는 민족 거주지를 형성하였고, 빈곤과 범죄가 많이 일어났다. 이러한 이민자들이 밀집된 지역에서 가장 악명 높았던 것이 뉴욕시 맨해튼의 ‘파이브 포인츠’이었다. 매사추세츠 로웰 같은 곳에서 더 높은 임금과 더 나은 근로 조건을 요구하면서 노동자들을 선동하자 공장 소유자는 여성 노동자 대신에 싼 임금으로 일하고, 근로 조건도 번거롭게 않는 이민자를 고용하게 되었다.

### 다른 사회, 다른 문화
필라델피아 헌법 제정 회의에서 새로운 미합중국이라는 나라를 건국하기 위해 열린 토론에서 건국의 아버지들이 생각한 것은 뉴욕이나 버지니아 같은 큰 주와 델라웨어와 로드아일랜드 주와 같은 작은 주 사이에 큰 왜곡이 생길 것을 시사하고 있던 것처럼 보였다. 그러나 1820년 경 미국은 남북으로 갈라지는 것이 분명해졌다. 1820년 미주리 타협은 이러한 당파적 분열이 처음으로 명시화된 것 중 하나였다. 토머스 제퍼슨이 존 홈즈에게 보낸 유명한 편지에서 다음과 같이 적혀 있었다.
나는 오랫동안 신문을 끊고, 사회 문제에 주의를 기울이지 않았지만, 내가 있는 곳에서 얼마 떨어지지 않은 강 건너에서는 사회가 번성하고, 이주자에겐 만족스러운 상태임을 확신해 왔다. 그러나 이 중요한 문제는 밤의 경종처럼 나의 눈을 뜨게 하고 공포에 사로잡는다. 나는 그것을 동시에 미합중국에 울리는 조종(弔鐘)이라고 생각했다.

1819년에 미주리가 주 승격을 신청했을 때, 노예제도는 이미 준주 시절부터 기정사실이었다. 뉴욕 주에서 선출된 미국 하원 의원 제임스 톨머지는 미주리가 노예주로 미합중국에 가입하는 것을 허락해서는 안된다고 제안했다. 같은 해에 메인이 주 승격을 신청하자 탈출구가 마련되었다. 미국 상원은 메인과 미주리의 주 승격 신청을 단일 법안으로 하기로 합의했다. 또한 미주리 타협은 아칸소 북쪽 경계인 북위 36도 30분 이북에서는 노예제도를 금지시키고 있었다.
위기를 피한 가운데, 미주리 타협에 관한 논의에 따라 새로운 미합중국에 이미 존재했던 당파적 긴장 관계가 백일하에 노출되었다. 북부와 남부는 그 설립 자체가 다른 방법으로 진행되었으며, 오랫동안 서로 다른 발전을 이루고 있었다. 이리 운하 건설 결과로 태어난 교통 혁신은 1780년대 후반에 알렉산더 해밀턴이 제안한 노선을 따라 북부의 경제 발전과 산업화에 박차를 가했다. 증기선의 발전, 더 중요한 것은 철도의 발달이 경제 발전에 크게 공헌했다. 이 산업화의 과정은 해밀턴의 라이벌인 토머스 제퍼슨이 그린 농업을 기본으로 하는 상태였던 남부에는 거의 방문하지 않았다. 노예 제도가 남부 경제를 살리고 있었다. 그 결과 두 지역은 상원과 하원에서 항상 반목하게 되었다.

## 정치적 혼란

### 윌못 조항
1848년, 과달루페 이달고 조약에 의해 멕시코에서 새롭게 획득한 영토인 미주리가 주에 가입하여 할 때, 이 나라를 뒤흔든 당파적 논쟁이 다시 시작되었다. 노예 제도가 새로운 영토까지 확대되는 것에 대해 북부 연방 의회 의원들은 불편함을, 남부 의원인 경우에는 기대심을 가졌다. 미국 멕시코 전쟁이 시작된 지 얼마 지나지 않아 민주당 연방 하원 의원 데이빗 윌못은 멕시코에서 차지한 영토는 노예제도가 없어야 한다고 제안했다. 윌못 조항은 노예 제도의 확장에 관한 것이었지만, 그것만큼 민주당 내부의 당파적 정쟁이기도 했다. 당시 대통령이었던 마틴 밴 뷰런이 텍사스 합병을 지지하지 않았기 때문에 대통령 후보조차 되지 못하자 북부의 민주당원은 동요했다. 그들은 민주당을 남부가 지배하는 것에 싫증을 냈다. 윌못의 법안은 입법되지 못했지만, 남부 사람은 그들의 사회 구조에 대한 공격이라고 생각하고 동요했다.

### 인민 주권 논쟁
윌못 조항의 입법화가 실패하자, 상원 의원 루이스 캐스는 의회에 인민 주권의 개념을 제안했다. 의회가 당보다 계파로 분열을 계속되고 있었기 때문에, 이들을 하나로 묶기 위해 캐스는 의회에 준주에서 노예제를 인정 여부를 결정할 권한은 없다고 주장했다. 왜냐하면 헌법에 그러한 권한이 명시되어 있지 않았기 때문이었다. 캐스는 대신 준주에 사는 인민 자신들이 노예 문제를 결정지어야 한다고 제안했다. 민주당에게 이 해법은 보기보다 분명하지 않았다. 북부 민주당원은 준주 의회가 소집되자 준주에 사는 인민이 이 문제에 대한 결론을 낼 수는 ‘주민 주권’을 요구했다. 남부 민주당원은 연방 의회에 주 승격 신청을 할 때, 주 헌법 채택할 때 노예제 문제를 매듭지어야 한다고 주장하며 이 개념을 맞받아쳤다. 캐스나 다른 민주당 지도자들도 이 문제를 명시화시키지 못했으며, 선거가 다가오자 사소하게 여기지 못했다. 1848년 캐스가 선거에서 패한 후, 일리노이에서 선출된 상원 의원 스티븐 더글러스가 당의 대표가 되었고, 〈캔자스 네브래스카 법〉을 제안함으로써 ‘인민 주권’의 개념과 밀접하게 연관되었다.

### 캘리포니아 골드 러시

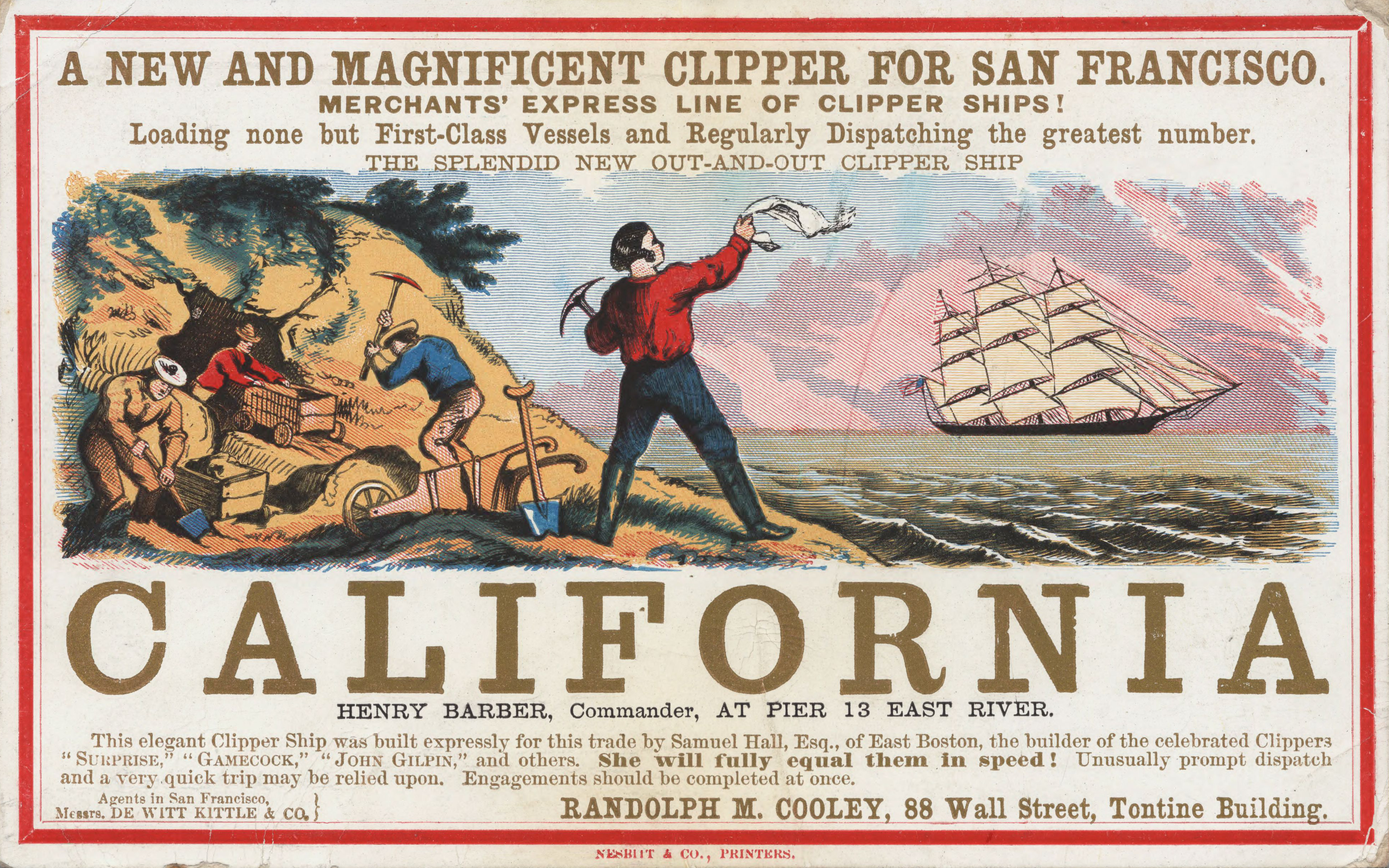
골드러쉬 초기에 캘리포니아로 가는 배

1848년 미국 대통령 선거에서 휘그당의 재커리 테일러가 새로운 대통령으로 당선되었다. 현직 포크 대통령은 임기 중에 모든 목적을 달성했지만, 건강이 쇠약해지고 있는 것을 이유로 재선거를 요구했다. 이 선거에서 ‘윌못 조항’을 지지했던 노예제 폐지론자의 집단인 자유토지당이 두각을 나타냈다. 자유토지당이 세력화됨으로써 제2 정당제 붕괴의 전조가 되었다. 기존 정당은 노예제에 관한 논의를 더 막아둘 수 없게 되었다.
노예제 문제는 1848년에 캘리포니아에서 금이 발견되자 보다 중요한 과제가 되었다. 이듬 해에는 한탕을 잡으려는 투기자 및 탐광이 대량으로 쇄도했다. 포티나이너스라고 불리는 캘리포니아 이민자들은 대부분이 그 직업, 가정과 가족을 버리고 금을 찾아 몰려들었다. 서해안에 중국계 이민자들이 처음으로 받을 디딘 것도 바로 이때였다. 포티나이너스의 대부분이 금을 발견하지 못했지만, 샌프란시스코와 새로운 자치 단체인 새크라멘토의 도심에 정착하게 되었다.

### 1850년 타협
캘리포니아의 인구 유입으로 1850년에는 주 승격을 신청하게 되었다. 캘리포니아가 미합중국에 가맹하게 되면, 의회의 균형을 무너질 수도 있기 때문에 새로운 긴장 관계가 조성되었다. 주 승격이 임박한 오리건, 뉴멕시코와 유타도 그러한 균형을 무너뜨릴 우려가 있었다. 남부의 많은 이들이 이러한 준주 상황에서 노예 제도가 확대되지 않을 것이라는 것을 인식했다. 의회에서의 논의가 분출되었으며, 1850년에 해결 방안을 찾을 때까지 계속되었다.
‘1850년 타협’ 또는 ‘협정’은 일리노이 선출 상원 의원 스티븐 더글러스가 제안하였고, ‘위대한 중재자’인 헨리 클레이에 의해 지지를 받았다. 이 타협안에 의해 캘리포니아는 자유주로 연방 가맹을 인정받았고, 텍사스는 서부 영토를 처분하는 데 대해 금전적으로 보장을 받았다. 노예 무역은 컬럼비아 특별구에서 폐지되었고, 남부에 대한 양보로 《도망노예법》이 통과하였다. 또 가장 중요한 것은 뉴멕시코 준주(오늘 날의 애리조나주와 유타주를 포함)는 그 정치 자세(자유주 또는 노예주)를 ‘인민 주권’으로 결정할 수 있게 되었다. 1850년 협정은 일시적으로 분열 문제를 해결했지만, 임시처방된 평화는 오래가지 못했다.

### 노예 제도 폐지 운동

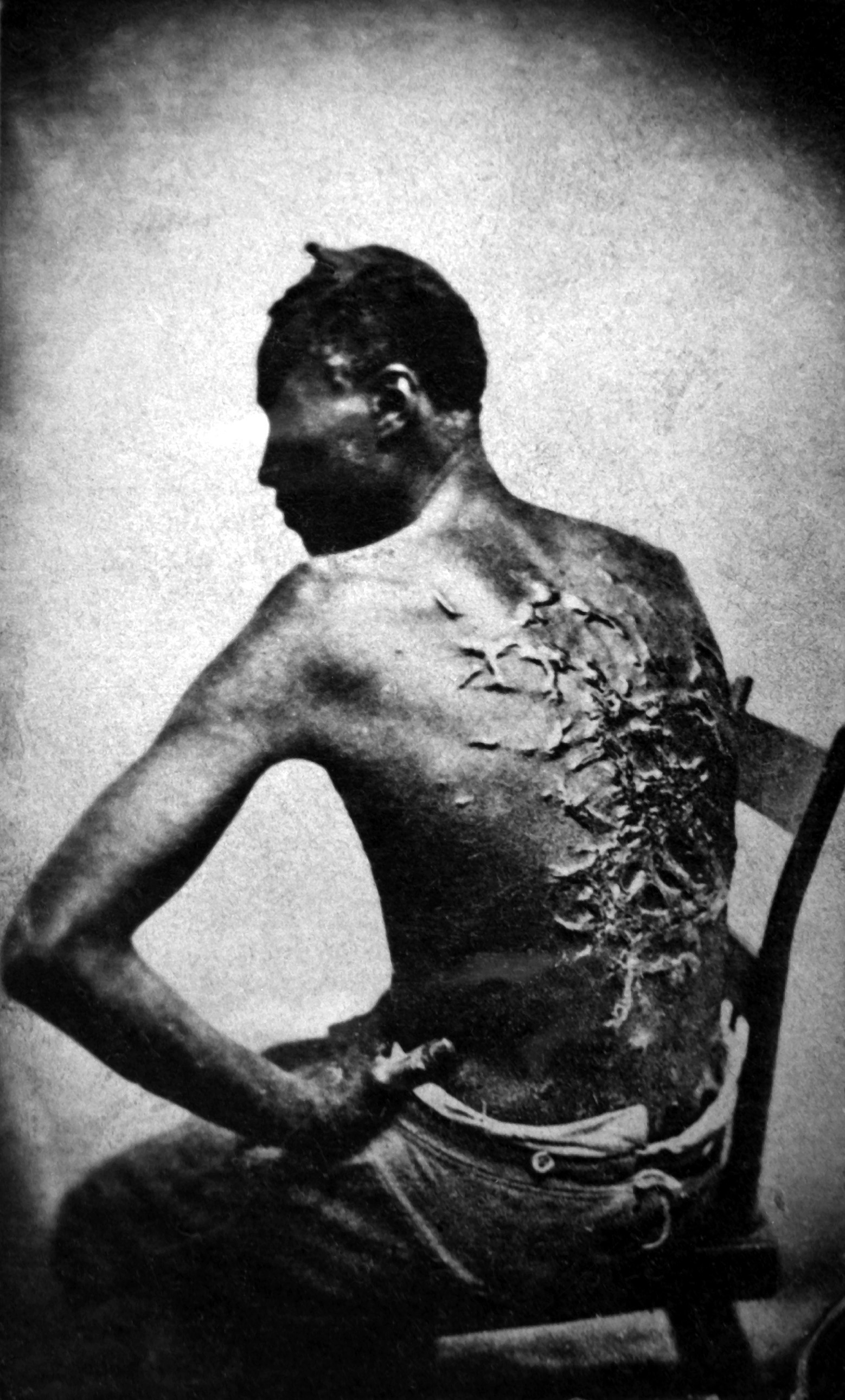
노예감시인은 대부분 가난한 백인으로, 노예법을 어긴 노예에 대한 정지, 검문, 채찍질, 부상, 심지어 죽일 수도 있는 권한을 부여받았다. 노예폐지론자들은 노예법을 남부 사회의 야만성 예라고 공격했다.

남북 전쟁 전의 미국에서 노예제도에 관한 논의에는 몇가지 측면이 있었다. 노예제도 폐지론자는 제2차 대각성 운동 및 유럽 계몽주의 속에서 직접 나타나 노예제를 신 혹은 이성에 대한 모독이라고 생각했다. 노예제 폐지 운동은 금주 운동과도 뿌리를 같이 하는 것이었다. 1852년 해리엇 비처 스토의 《톰 아저씨의 오두막》이 나오면서 노예 제도 폐지 운동에 불을 붙였다.
그러나 노예제에 관한 논의의 대부분은 그 도덕성보다는 노예제도 확장의 합헌성에 대한 것이었다. 노예제도 자체의 옳고그름을 따지는 것이 아니라 의회의 권한에 관한 논의라는 형태를 취했다. 그 결과가 이른바 “자유 토지 운동”으로 나타났다. 자유 토지 지지자들은 노예제도가 백인에게 주는 것 때문에 위험하다는 생각했다. 이 ‘특별한 제도’는 특권 계급이 남부 토지 자산 및 자본의 대부분을 지배하는 것을 보장하고 있었다. 미국 남부는 이 정의에 의해 민주적이지 않았다. ‘노예 권력 음모’와 싸우기 위해 민주적 이상이 새 영토와 남부에 펼쳐져야만 했다.
그러나 남부는 노예 제도가 여러 가지 방법으로 정당화되고 있었다. 1831년 냇 터너의 반란은 남부 백인을 뒤흔들었다. 게다가 딥 사우스의 농산물의 왕 ‘킹 코튼’이 확대되면서 남부 사회에 그 제도를 침투시켰다. 존 칼훈의 논문 《노예제 옹호론》(The Pro-Slavery Argument)에서 노예제는 단순히 필요악이 아니라 긍정적 선이라고 주장했다. 그는 노예 제도가 이른바 아프리카 야만인에 대한 혜택이며, 노예제도는 그들을 문명화시키고 그들이 필요로 하는 일생의 안전을 보장하는 것이다라고 주장하였다. 이 논의의 위안으로 노예제 옹호자들은 흑인이 생물학적으로 열등하기 때문에 스스로 자신을 돌볼 수 없다고 생각했다. 또, 남부 백인은 북부와 영국을 문화라고는 거의 없는 영혼이 결여된 사회로 간주했다. 북부는 더럽고, 위험하고, 공업화가 진행되어, 생활 속도가 빠르고 또한 탐욕스러운 반면, 남부는 문명화되고, 안정되어 있고, 질서가 있고 ‘인간의 속도’로 움직이고 있다고 생각했다.
1860년 인구 조사에서 385,000명 미만(즉 국내 백인의 1.4% 또는 남부 백인의 4.8%)가 1명 이상의 노예를 소유하고 있었다. 흑인의 95%가 남부에 살고 있고, 그곳 인구의 1/3을 구성하며, 한편 북부에서는 인구의 1%에 불과했다.

### 캔자스 네브래스카 법

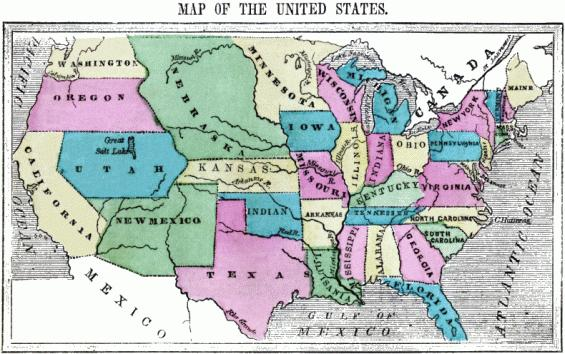
1856년도 발간된 지리교과서의 지도

1851년에 캘리포니아가 주로 승격하면서 미합중국은 태평양 연안까지 확장되었다. 매니페스트 데스티니가 미국인을 미국 대륙의 끝까지 데리고 간 것이다. 밀러드 필모어 대통령은 매니페스트 데스티니가 이어지길 기대하면서, 1853년에는 일본과의 무역 협정을 맺을 목적으로 매튜 페리 제독을 파견했다.
태평양 연안으로 가는 철도가 계획되었고, 스티븐 더글러스 상원 의원은 대륙 횡단 철도가 시카고를 경유하길 원했다. 남부 사람들은 이에 즉각 항의를 하면서 텍사스와 캘리포니아 남부를 지나 뉴올리언스를 기점으로 해야 한다고 주장했다. 더글러스는 타협하기로 결정하고 캔자스 네브래스카 법을 1854년에 제안했다. 대륙 횡단 철도가 시카고를 지나가는 것 대신, 캔자스와 네브래스카 준주를 백인 이주자에게 개방할 것을 제안을 했다.
더글러스는 이 법안에 대한 남부의 반대를 예측하고 새로운 준주의 정치 자세는 ‘인민 주권’을 따른다는 조항을 추가했다. 이론적으로 이 조건이라면 새로운 주가 노예주를 선택할 수도 있었기 때문이다. 더글러스는 남부에서의 압력 하에 미주리 타협을 명확하게 철폐 하는 설명을 덧붙였다. 프랭클린 피어스 대통령이 이 법안을 지지하였고, 남부와 북부 민주당원도 지지를 표명했다.
그러나 이 법안은 휘그당을 분열시켰다. 북부 휘그당은 법안에 반대했고, 남부 휘그당은 지지했다. 따라서 북부 휘그당원의 대다수가 새롭게 창당된 공화당으로 옮겨갔다. 또한 어떤 사람은 노예 제도에 대해 명확한 태도를 취하지 않았던 사람들은 무지당(Know Nothing)에 가입했다. 남부 휘그당원은 1850년대 말에 미국당이 출현할 때까지 무소속 상태였다.

### 피의 캔자스
캔자스 준주가 개방되자 개척자들이 새로운 준주에 쇄도했다. 그중에는 노예제 지지자들도 있었고, 반대자들도 있었다. 이들 사이에 폭력 사태가 발생했다. 뉴잉글랜드 출신의 노예제도 폐지 운동가들은 토피카, 로렌스와 맨하탄에 정착했다. 노예제 지지자들은 주로 미주리주에서 와서 레번워스와 르컴튼에 정착했다.

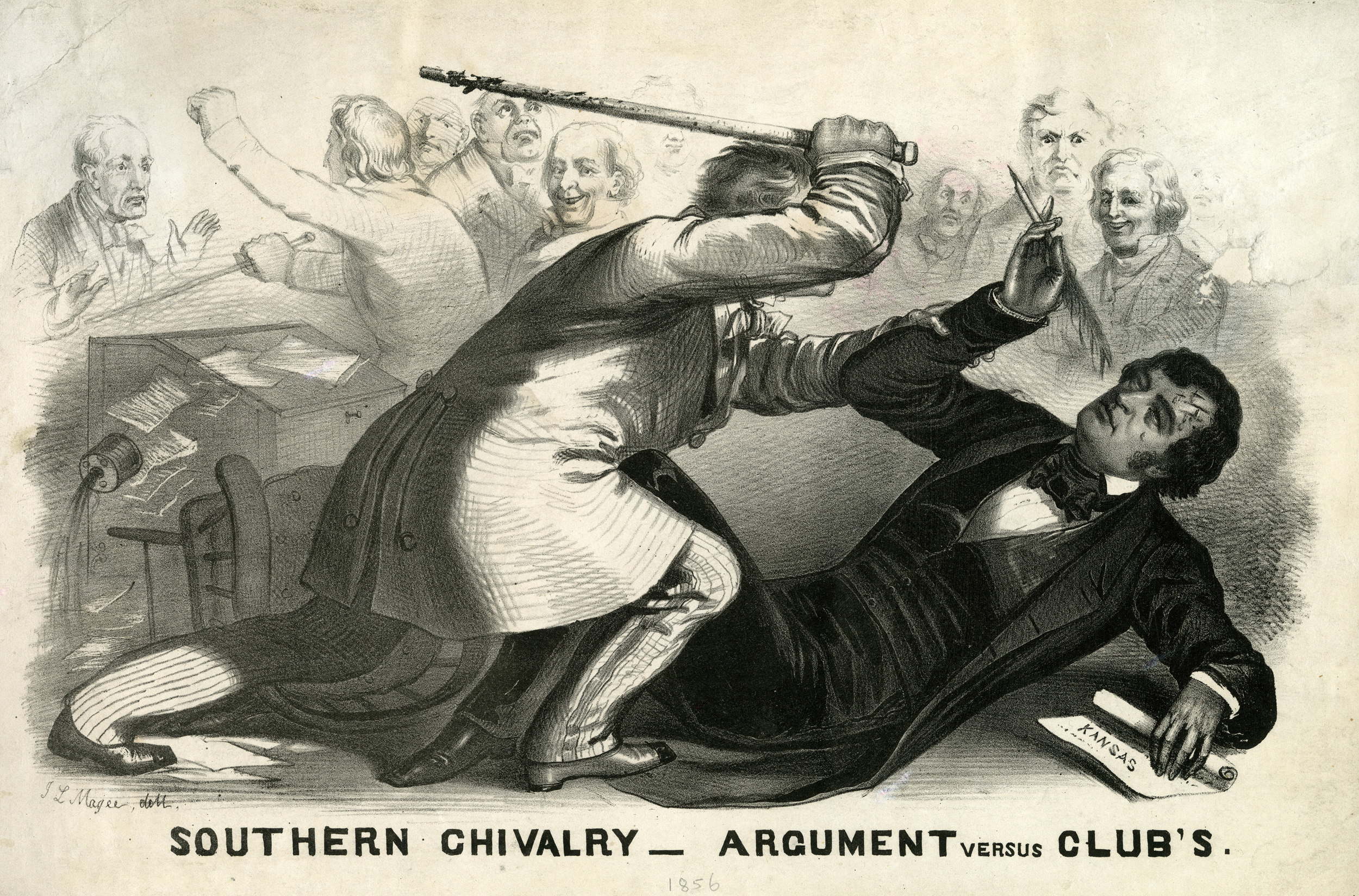
브룩스에게 피습당하는 섬너.

1855년 준주의 의회 구성을 위한 의원 선거가 실시되었다. 이때 법적으로 투표 자격이 있는 사람은 1,500명밖에 없었지만, 미주리 주에서 유입된 사람들로 인해, 그 수는 6,000명을 넘어 섰다. 그 결과 노예제 지지자의 의원이 다수파가 되었다. 자유 토지 지지자들은 이 결과에 분노하여, 토피카에서 그들만의 의회를 구성했다. 한 무리의 미주리 출신 노예제도 반대자 집단이 1856년 5월 21일 로렌스를 약탈했다. 이후 2년 동안 폭력 사태가 이어졌으며, ‘르컴튼 헌법’이 공표되자 진정되었다.
이 ‘피의 캔자스’라고 불리는 폭력 사태는 민주당 정부를 분노하게 했으며, 당파 항쟁이 더욱 가열되었다. 매사추세츠주 상원 의원 찰스 섬너는 “캔자스에 대한 범죄”라는 제목으로 연설을 했다. 이 연설은 남부와 ‘특별한 제도’를 비난하는 것이었다. 가열된 당파적 긴장관계의 사례로서, 연설 후 몇 일 뒤에는 사우스캐롤라이나 하원 의원 프레스턴 브룩스가 휴회 중 섬너에게 다가가 지팡이로 폭행해서 중상을 입혔다. 이 사건은 당파적 긴장을 한층 더 높이는 계기가 되었다.

### 1856년 선거
피어스 대통령은 ‘피 흘리는 캔자스’와 깊이 관련되어 1856년 선거에서는 민주당의 지명을 받지 못했다. 민주당은 대신 제임스 뷰캐넌을 후보자로 내세웠다. 민주당은 남부에서 활발한 선거 운동을 했다. 공화당은 과격파를 내세워 내란을 유도하는 것이라고 경고했다.
무지당은 대통령에 밀러드 필모어를 지명하여, 주로 이민에 대한 공약으로 선거 운동을 했다.
공화당은 존 C. 프레몬트를 지명하고 “자유 토지, 자유 노동자, 자유 언론, 자유인, 프레몬트”(Free soil, free labor, free speech, free men, Frémont)를 슬로건으로 내세웠다. 프레몬트는 북부의 대다수의 표를 획득하였고, 거의 선거에 당선될 뻔했다. 펜실베이니아와 일리노이의 표를 좀 더 확보할 수 있었다면 공화당의 승리였다. 그러나 승리는 민주당에 돌아갔고, 민주당은 승리를 거두었지만, 점차 남부 당이 되어 갔다. 이렇게 공화당이 북부를, 민주당이 남부를 대표하는 형태로, 미국은 남북으로 양극화되었다. 이것은 제3 정당제가 등장하는 1896년까지 계속되었다.
뷰캐넌의 취임 직후, 1857년 위기라는 급격한 불황에 시달리며 민주당에 대한 신뢰감을 더욱 상실하였다. 그 해 봄, 뷰캐넌 대통령은 유타 준주에 군대를 파견하여 1857년까지 계속 유타 전쟁이 발발하였다. (뷰캐넌의 자충수, Buchanan's Blunder로도 알려져 있다.)

### 드레드 스콧 판결
1857년 3월 6일, 미국이 위기에 빠졌다. 흑인 노예인 드레드 스콧이 1834년에 주인 존 에머슨 박사를 따라 노예주인 미주리주에서 북서부 조례에 따라 자유주인 일리노이주로 이동했다. 1838년 이후 미네소타주가 되는 곳에 끌려 갔다. 스콧은 1846년에 미주리주 세인트루이스로 돌아왔으며, 거기서 주인이었던 에머슨이 죽었다. 스콧은 자유주에 살았기 때문에 자신은 자유의 몸이 되었다면서 자유를 요구하며 에머슨의 아내를 고소했다. 이 사건은 결국 대법원까지 상고되었고, 수석 판사 로저 토니는 “드레드 스콧이 노예이고, 미국 시민이 아니기 때문에, 미국 헌법에 보장된 권리를 가지지 않는다”고 결정했다. 그의 판결은 노예가 미국 시민이 아니라 ‘열등한 계급’, ‘능력이 모자라기’ 때문에 시민이 될 수 없음을 연방 대법원이 인정한 것이었기 때문에 중요한 것이었다. 판결에서 또한 미주리 타협은 미국 헌법 수정조항 제5조에 비추어 볼 때 위헌이라고 결정되었다. 즉 미주리 타협은 적법한 절차 없이 불법으로 자산을 빼앗는 것이라는 판결이었다. 그리하여 드레드 스콧은 자유인으로 인정받지 못했다. 스콧은 첫 주인의 아들들이 사서, 해방시켜주었지만, 1년 후 1858년 9월 17일에 결핵으로 죽었다.
이 판결로 북부에서는 노예제도에 대한 반대 운동이 점화되었다. 1857년 10월 13일, 미네소타 준주는 노예 제도를 불법으로 하는 주 헌법을 비준했다. 오하이오주도 노예를 소유하거나 소유권을 주장하는 것을 불법으로 규정했다. 정치적으로는 〈캔자스 네브래스카 법〉이 미주리 타협을 이미 무효화하고 있었기 때문에 큰 문제는 되지 않았다. 그러나 연방 대법원이 강경한 남부의 견해를 승인한 상징적인 판결이 된 것이었다. 이 판결은 남부인들에게 힘을 실어주었고, 북부인들은 연방 정부를 지배하려는 거대한 ‘노예 권력의 음모’가 있다는 것을 확신했다.

### 링컨 vs 더글러스 논쟁

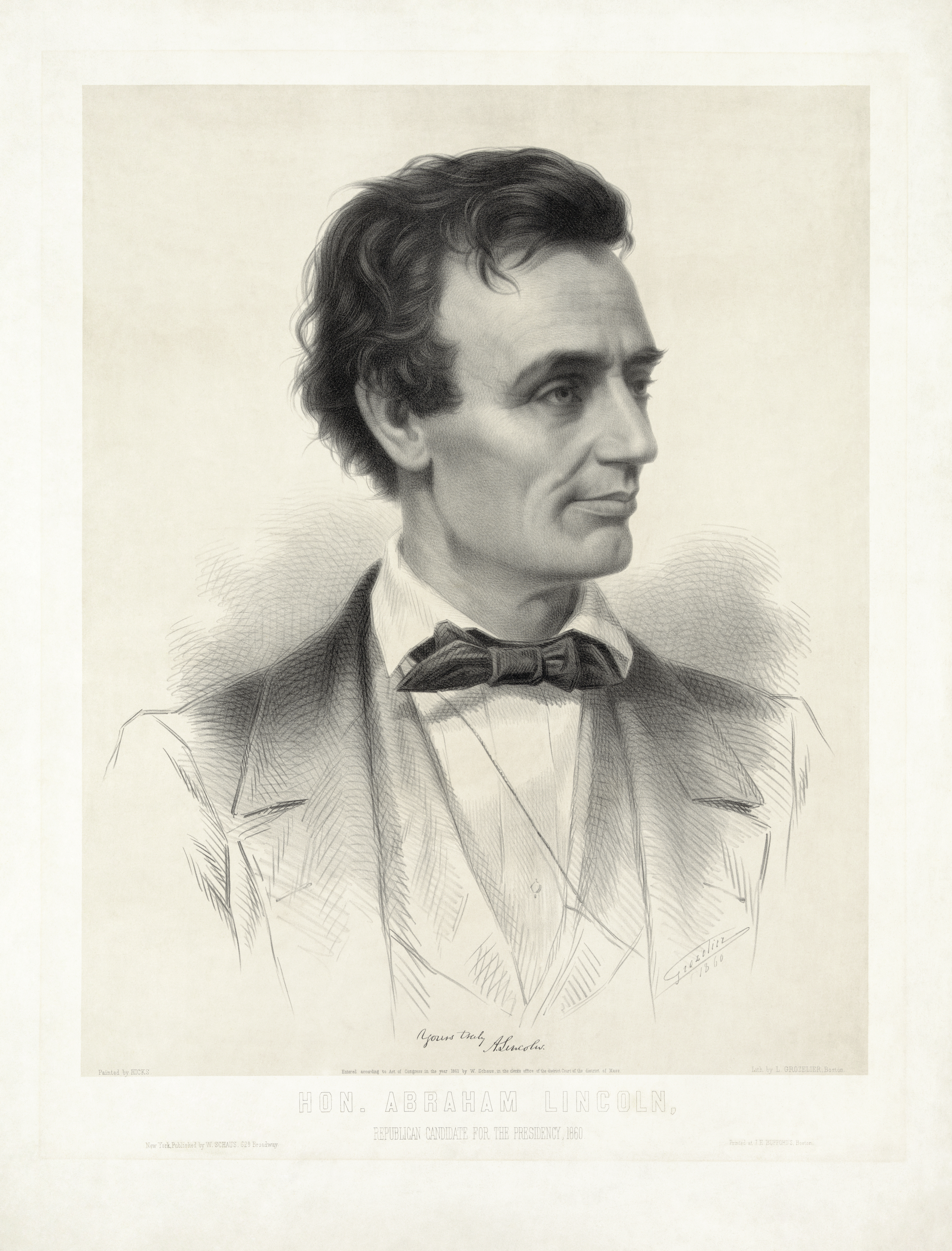
51세 때(1860년)의 에이브러햄 링컨

1858년, 일리노이에서 미국 상원 의원 선거에서 현직 스티븐 더글라스와 정치적으로는 미국 초선 하원 의원이며, 미국 멕시코 전쟁에 반대한 것으로 알려져 있었던 에이브러햄 링컨 사이에 7차에 걸친 유명한 토론이 이루어졌다. 이 토론은 그들의 말의 타당성과 웅변으로 지금도 유명하다.
링컨은 새로운 영토에 노예제도를 확장하는 것을 반대했다. 그러나 더글러스는 새로운 영토에 사는 사람들이 노예제도를 채택할지 여부를 직접 결정해야 한다고 생각했다. 이것이 ‘인민 주권’이라고 생각했다. 링컨은 (그들이 말하는) ‘인민 주권’이라는 것이 드레드 스콧 판결에 부합되므로 노예제도를 옹호하는 것이라고 주장했다. 링컨은 수석 판사 로저 토니가 미국 독립 선언이 흑인에 맞지 않는다는 최초의 사람이고 더글러스가 두 번째 사람이라고 비난했다. 이에 대한 답변으로 더글라스는 프리 포트 원리라고 불리게 된 것을 내놓았다. 더글러스는 노예 제도가 법적으로 가능하다고 하더라도 그 주의 인민은 노예에게 유리한 법의 통과를 거부할 수 있다고 주장했다.
일리노이주 스프링필드에서 연설했던 유명한 링컨의 ‘분열된 집’(House Divided Speech)은 다음과 같은 것이었다.
“분열된 집은 견뎌내지 못한다.”(마가복음 3 25). 나는 이 나라가 항구적으로 절반의 노예, 절반의 자유로운 상태로 계속될 수 없다고 믿는다. 미합중국이 해체되는 것을 바라는 게 아니다. 이 집이 쓰러지길 원하지는 않지만, 이 나라가 스스로 분쟁을 그만두기를 나는 기대한다. 그것은 전체로서 하나가 될 지, 아니면 다른 것이 될지 둘 중 하나일 것이다. 노예제도 반대자들이 더 이상 제도 확대를 막고, 대중의 마음이 노예제는 궁극적으로 폐기되어야 한다고 믿고 편안해지거나, 노예제도 옹호자들이 낡았거나, 새롭거나, 북부나 남부도 각 주에서 모여 노예 제도가 합법적이 될 때까지 밀어붙어거나 어느 쪽이든 선택해야 하는 수 밖에 없다.

이 토론을 진행하는 동안 링컨은 자신의 연설은 노예제 폐지론자 것은 아니라고 주장하고 찰스턴 토론에서 다음과 같이 썼다.
| “ | 나는 흑인 유권자나 배심원을 만들겠다는 것도 아니고, 그들이 직무를 가지게 한다는 것도 아니다. | ” |

이 토론은 수천명의 관중을 끌어모았고, 퍼레이드나 시위도 진행되었다. 링컨은 최종적으로 선거에서는 낙선했지만, 다음과 같이 다짐했다.
| “ | 싸움은 계속돼야 한다. 시민의 자유라는 대의는 한 번 패하고, 백 번 졌다고해도 항복해서는 안 된다. | ” |

### 존 브라운의 습격
이 토론은 코네티컷 출신의 노예제도 폐지자의 행동으로 새롭고, 폭력적인 전환을 가져왔다. 존 브라운은 노예제 옹호자들과 게릴라전도 불사하겠다는 군사적 노예제도 폐지론자였다. 집단적으로 비밀의 6인(Secret Six)이라고 칭했던 매사추세츠의 사업가나 사회의 저명한 지도자들로부터 무기 및 재정적 지원을 받아 피 흘리는 캔자스의 폭력 행위에 가담하였고, 1856년 5월 24일에는 로렌스 약탈에 대한 보복으로 포타와토미 학살 사건을 이끌었다. 1859년 브라운은 노예를 해방하기 위해 버지니아로 향했다. 10월 17일 브라운은 하퍼스페리에서 연방 조병창을 탈취했다. 그의 계획은 주변 노예를 무장시키고, 노예군을 만들어 남부를 장악하고 노예 소유자를 공격하여 노예들을 해방하는 것이었다.
그러나 그 땅의 노예들은 브라운을 돕기 위해 일어서려고 하지 않았다. 브라운은 다섯 명의 시민을 죽이고, 인질을 잡았다. 또한 프로이센 왕국의 프리드리히 대왕이 조지 워싱턴에게 보낸 검을 훔쳤다. 브라운은 당시 중령이었던 로버트 E. 리가 지휘하는 무장 군대에 체포되었다. 브라운은 버지니아 대한 반역죄로 재판을 받고, 1859년 12월 2일에 교수형에 처해졌다. 브라운은 교수대로 갈 때 간수에게 종이 한 장을 주었다. 거기에는 “피를 흘리지 않고는 미국에서 노예제의 죄를 씻지 못할 것이다”고 예언되어 있어, 읽은 사람을 떨게 만들었다.
하퍼스페리 습격은 브라운을 범죄자로 생각한 남부인을 놀라게 하였고, 브라운을 영웅적 순교자로 여기는 북부의 노예제도 폐지론자들에 대한 불신을 더하게 되었다.

### 1860년 선거
1860년 미국 대통령 선거를 위한 민주당 전당 대회가 사우스캐롤라이나 찰스턴에서 개최되었다. 일반적으로 북부에서 개최되었기 때문에 개최지가 찰스턴이 된 것은 이례적이었다. 이 대회에서 ‘인민 주권’의 원칙을 채택할 때 50명의 남부 대의원들이 퇴장했다. 이 전당대회에서는 대통령 후보로 누구를 지명할 지를 결정하지 못하고, 메릴랜드주 볼티모어에서 개최된 두 번째 대회로 연기되었다.
볼티모어는 이른바 ‘파이어 이터’(불을 먹는 술사, 싸움꾼이라는 의미)가 이끄는 110명의 남부 출신 대의원들이 새 준주에 노예제도를 확대하는 공약을 채택하지 않자 자리를 떠났다. 남은 대의원이 대통령 후보로 스티븐 더글라스를 선출했다. 남부 민주당원들은 버지니아주 리치몬드에서 그들만의 대회를 열어 존 C. 브레킨리지를 대통령 후보로 지명했다. 그들 모두가 민주당의 진정한 목소리를 대변한다고 주장했다.
원래 무지당과 휘그당원 일부가 입헌통일당을 결성하고 헌법과 토지에 관한 법만을 지원하는 것을 공약으로 채택했다.
에이브러햄 링컨은 공화당 전당 대회에서 윌리엄 H. 수어드가 공화당의 특정 지부와 소원해지자 어부지리로 대통령 후보로 지명되었다. 또한 링컨은 링컨 더글러스 논쟁을 통해 유명세를 타고 있었으며, 또한 그의 달변과 노예제 문제에 대한 중용적인 자세로 알려져 있었다.
본 선거에서는 링컨이 선거인 투표의 과반수를 차지했지만, 일반 선거 결과에서는 40%만 획득하게 되었다. 민주당 투표는 3명으로 나뉘면서 링컨이 제16대 대통령으로 당선되었다.

### 분리
1860년 11월 20일에 링컨이 당선되자 12월 20일에는 사우스캐롤라이나가 미합중국에서의 분리(Secession)를 선언했다. 1861년 3월 4일에 링컨이 취임할 때까지 다른 6개 주가 분리를 선언했다. 즉, 1월 9일에 미시시피, 다음 날인 1월 10일에는 플로리다, 또 그 다음 날인 1월 11일에는 앨라배마가 탈퇴를 했고, 조지아 (1월 19일), 루이지애나 (1월 26일) 그리고 텍사스 (2월 1일)도 분리를 선언하였다.
북부와 남부 사람들이 버지니아에서 미합중국을 하나로 유지하기 위해 모였지만, 헌법 개정 제안은 성공하지 못했다. 2월 남부 7개 주는 앨라배마주 몽고메리에 모여 새로운 정부인 아메리카 연합국(Confederate States of America, 약칭 CSA)을 결성했다. 첫 번째 의회가 2월 4일에 소집되어 임시 헌법을 채택했다. 2월 8일, 제퍼슨 데이비스가 초대 대통령에 지명되었다.

## 남북 전쟁

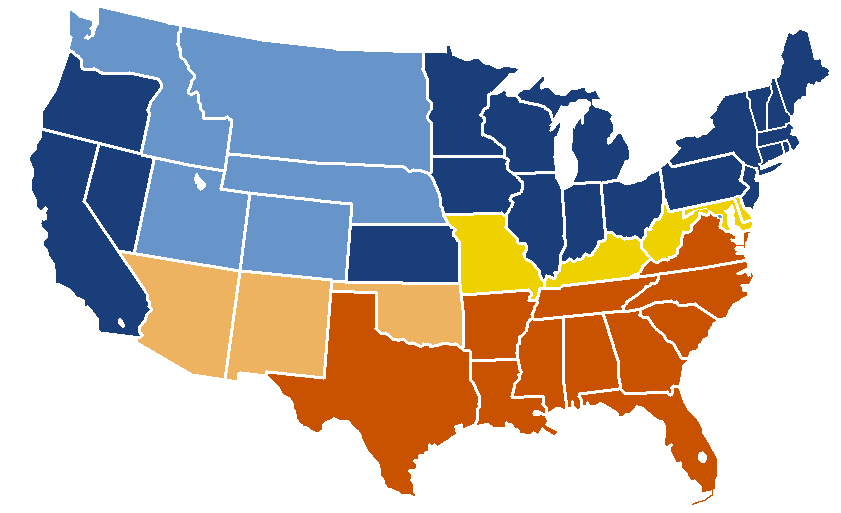
북부연방: 파랑(자유주), 노랑(노예주);
남부맹방: 주황색과 옅은 그림자색 영토들

링컨 대통령이 사우스캐롤라이나 찰스턴 외곽에 위치한 연방군의 기지, 섬터 요새의 항복을 거부한 후 1861년 4월 12일, 제퍼슨 데이비스가 이끄는 아메리카 연합국(통칭 남부 동맹) 정부는 보우리가드 장군에게 요새 포격 개시를 명령했다.(섬터 요새 전투)
요새는 사상자 없이 이틀 후에 함락되었지만, 이 무혈 전쟁은 남북 전쟁의 시작이자, 전쟁을 미국 전체로 확산시키는 기폭제가 되었다. 그로부터 두 달 이내에 추가로 네 주가 합중국(유니언) 탈퇴를 선언했다. 즉, 버지니아 (4월 17일), 아칸소주 (5월 6일), 테네시주 (5월 7일) 및 노스캐롤라이나 (5월 20일)이었다. 특이하게도 노예주였던 메릴랜드, 델라웨어, 미주리와 켄터키는 워싱턴 D. C.의 연방 정부로부터 강한 압력을 받고 탈퇴는 하지 않았다.
북군과 남군은 전쟁 수행에 대한 상대적인 강점과 약점을 가지고 있었다. 북부는 인구가 많았고, 산업화가 잘 진행되어 철도가 발달해 있었다. 그러나 남부는 강한 군대의 전통이 있었고 전쟁에 대한 대비가 되어 있었다. 섬터 요새 이전에도 ‘컨페러시’(미국연합국 또는 남군)은 10만 명의 지원병을 모으는 것을 승인했다. 또한 이 투쟁의 성격은 남부에 있어서는 방어, 북부에게는 공격이 되는 것을 의미했다. 북부가 승리하기 위해서는 컨페더러시(미국연합국)를 정복하고, 점령해야 했다. 남부는 대조적으로 북부 대중이 전쟁 의욕을 잃을 때까지 북부를 방어만 하면 되었다.

### 동부 전선
북군은 어빈 맥도웰 장군의 지휘 하에 35,000명의 군대를 모았지만, 이것은 그 시점까지 북아메리카에서 가장 대규모로 이루어진 것이었다. 드높은 팡파르와 함께 아직 군인으로서 훈련도 받지 않은 병사들이 6주 이내에 남부동맹의 수도 리치먼드를 점령하고 전쟁을 끝낼 수도 있다는 생각을 품고 워싱턴 DC에서 출발했다. 그러나 1861년 7월 21일의 제1차 불런 전투에서 맥도웰 군대는 완벽하게 무너지며, 수도 워싱턴으로 퇴각한 대재앙이 발생했다. 이 전투에 이어 7월 26일에 조지 매클렐런 소장이 포토맥 군 지휘관이 되었다. 매클렐런은 6주만에 끝낼 수 있는 전쟁이 아님을 분명히 하며, 산산조각이 난 군대의 재건을 시작하여 진정으로 싸울 수 있는 군대로 탈바꿈하기 시작했다. 워싱턴에서의 압력이 있었음에도 불구하고 매클렐런은 1862년 3월까지 움직이지 않았고, 리치먼드를 점령하기 위해 계획한 반도 방면 작전을 시작했을 때 전쟁이 본격적으로 시작되었다. 이 전략은 당초 성공했지만, 그 마지막 날에 새로운 남군 버지니아 북부군의 지휘관이 된 로버트 E. 리 장군의 강한 저항에 직면했다. 6월 25일부터 7월 1일에 걸친 7일 전투에서 리는 포토맥 군을 후퇴시켰다. 매클렐런은 워싱턴으로 소환되었고, 존 포프 장군으로 교체되어 새로운 군대가 결성되었다.
8월, 리는 제2차 불런 전투에서 남군의 존 포프 장군이 이끄는 버지니아 군을 이겼다. 포프는 사령관에서 면직당했고, 그 군대는 매클렐런의 군대와 합병되었다. 남부군은 유럽의 인정을 받기 위해 전쟁을 끝장내려고 거기에서 메릴랜드에 침공했다. 양군은 9월 17일 앤티텀 전투에서 격돌했다. 이 전투는 미국 역사 속에서도 하루 전투로는 가장 많은 피를 흘린 전투가 되었다. 이 때 북군의 승리가 에이브러햄 링컨이 〈노예 해방 선언〉을 하는 계기가 되었다. 이것은 미국연합국에 있는 모든 노예를 1863년 1월 1일 자로 해방할 것을 선언한 것이었다. 이 선언이 현실에서 노예제도를 종식시킨 것은 아니었지만, 전쟁에 의미 있는 변화를 가져왔으며, 유럽의 간섭을 막는데 공헌했다.
군사적으로 북부군은 앤티텀에서 승리를 뒷받침할 여력이 없었다. 매클렐런은 남군을 추격하지 못했고, 링컨 대통령은 그의 변명과 싸울 의욕이 없음에 짜증을 냈다. 매클렐런은 10월에 면직당했고, 앰브로즈 번사이드가 그 후임으로 교체되었다. 그러나 번사이드는 아직 그 지위에 오를 준비가 되어 있지 않다고 호소했다. 번사이드는 북쪽에서 리치먼드에 진격하려 했지만, 12월 13일, 프레더릭스버그 전투에서 참호에 들어간 남군에게 쓸데없는 수차례 공격을 명령한 후 비참한 결과를 냈다. 이듬해도 북부군에게는 어려운 전황이 계속되었다. 1863년 1월에 번사이드와 교체된 조셉 후커 장군도 5월초 챈슬러즈빌 전투에서 리와 스톤월 잭슨 군을 멈추지 못했다. 그러나 리의 두 번째 북부 침공은 비참한 결과를 가져왔다. 후커 장군은 조지 미드 장군으로 교체되었고, 그 4일 후에 게티즈버그 전투가 벌어졌다. 이 전투에서 리 군은 귀중한 전력을 많이 상실하였고, 다시는 이전의 승세를 유지하지 못했다. 게티스버그 전투 후에 북군의 지휘관 조지 미드가 리 군을 추격하지 않자, 화가난 에이브러햄 링컨은 새로운 북군 지휘관으로 율리시스 그랜트 장군을 임명했다.

### 서부 전선
동부 지역에서 남군이 북군과 피 흘리는 교착 상태를 지속하는 동안, 서부 지역에서는 북군이 큰 승리를 거두고 있었다. 당초 남군이 스프링필드 근처의 윌슨 크릭 전투에서 승리를 거두었음에도 불구하고, 미주리 주에서 남군의 반란은 1863년까지 연방 정부를 힘들게 했다. 페리빌 전투 이후 남군은 켄터키에서도 쫓겨났으며, 결과적으로 북군의 큰 승리가 되었다. 링컨은 한때 켄터키에 관해 “나는 켄터키를 잃는 것이 전쟁 자체를 지는 것이라고 생각한다”라고 편지를 썼다. 미시시피주 빅스버그의 함락으로 북군은 미시시피 강을 지배했고, 남군의 영토를 2개로 분할했다. 윌리엄 셔먼이 채터누가와 애틀랜타에 승리를 거두자 남군은 셔먼 군의 조지아와 남북 캐롤라이나의 파괴할 병력을 거의 남기지 못해다. 1862년 이른바 다코타 전쟁이 미네소타에서 발발하였다.

### 남부맹방의 종말
1864년, 그랜트 장군은 조지 미드를 포토맥 군의 지휘관으로, 셔먼을 서부 전선의 지휘관으로 삼았다. 그랜트는 남군에 총력전을 시작했다. 그는 북군의 강점이 자원과 인적 자원에 있다는 것을 파악하고, 리 군에 소모전으로 대응하는 한편, 셔먼은 서부를 철저히 파괴했다. 그랜트의 오버랜드 작전은 리 군을 버지니아의 피터즈버그로 몰아붙였다. 거기서 피터스버그 포위전을 통해 그랜트는 소모전을, 리 군은 참호전을 시작했다. 그러는 동안 셔먼 장군은 애틀랜타를 점령했고, 링컨 대통령의 재선 가능성을 확보했다. 이어 유명한 ‘바다로의 진군’을 시작했고, 조지아와 사우스캐롤라이나 주를 파괴했다. 리는 1865년 3월부터 4월에 걸쳐 피터스버그에서 탈출하려 했으나, 그랜트의 월등한 수의 군대에 갖히고 말았다. 결국 리는 애퍼매톡스 코트 하우스에서 항복했다. 이것으로 4년 간 많은 피를 흘린 전쟁이 끝났다.

### 후방

#### 아메리카 합중국
북군은 인력, 산업, 재정에 있어서 압도적인 장기적 잇점을 안고 전쟁을 시작했다. 이러한 잠재적 요인들이 현실화되는데 2년이 걸렸지만, 1863년 게티스버그와 빅스버그에서의 승리로 남부맹방의 패배는 예정된 수순이었다.
꼴사나운 거인이었던 링컨은 대통령직의 일부만 보지는 않았지만, 역사학자들은 그의 역할에서 정치적 천재성을 지닌 수완에 찬사를 보냈다. 그의 최우선 순위는 군사적 승리였으며, 그것을 위해 그는 전략과 외교의 달인으로서의 새로운 기술을 완벽하게 익혔다. 그는 보급과 재정을 뿐만 아니라, 병력, 장군의 선택(용인), 전반적인 전략의 밑그림을 감독했다. 주와 지방 정치인들과 밀접하게 일을 함으로써, 그는 여론을 모았으며, 게티스버그에서는 이후 지속될 미국을 정의하는 국가적 미션을 분명히 했다. 정적과 개인적인 적들과 함께 협력하려는 링컨의 매력과 적극성은 워싱턴을 리치먼드 때보다 훨씬 부드럽게 돌아가게 했다. 그의 재치는 딱딱한 분위기를 한층 부드럽게 해주었다. 링컨의 정부는 라이벌을 경쟁하게 함으로써 공멸보다는 뛰어난 결과를 보여주었기 때문에 데이비스의 정부보다 훨씬 더 강력하고, 효율적이었음이 증명되었다. 국무부는 윌리엄 H. 수어드가, 재무부는 새먼 P. 체이스가, 그리고 1862년부터 에드윈 M. 스탠턴이 전쟁부를 각각 맡았으며, 링컨은 단호하고 강력한 정부를 구성했다. 주요 임명자들은 감찰하는 것을 제외하고는 남부 동맹을 초토화시킬 전권을 부여했다. 이러한 난제들은 1862년 특별 선거에서 첨예한 민주당의 득세로 이어졌지만, 공화당은 의회와 핵심 주들의 통제를 지속했다.

### 링컨 암살
1865년 4월 14일, 이 날은 리 장군의 항복 소식이 워싱턴 DC에 도착하고 나서 4일 후였지만, 축제 분위기가 수도를 덮고 있었다. 그날 밤 링컨 대통령은 포드 극장에서 《우리 미국인 사촌》(Our American Cousin)의 공연을 보고있었다. 3막이 진행되는 동안, 남부에 동조하던 존 윌크스 부스가 링컨 대통령을 저격하여, 살해하였다. 부스는 현장에서 도망을 쳤으며, 버지니아 주의 모토인 ‘폭군은 항상 이렇게’(Sic semper tyrannis)를 외쳤다. 부스는 12일 후인 4월 26일, 버지니아주 볼링 그린 근처의 농장에서 발견되었다. 그는 북군의 보스턴 코르벳 상사의 총에 사살되었다. 부스의 공모자들은 군사 재판을 받고, 7월 7일 교수형을 당했다.

## 같이 보기
- 남북 전쟁
- 아메리카 연합국
- 남북 전쟁의 원인
- 미국 서부시대 연표
- 연방 (남북 전쟁)